# أبركرومبي لوسون
أبركرومبي لوسون هو عالم نبات كندي، ولد في 13 سبتمبر 1870، وتوفي في 26 مارس 1927.